# 吕福源

吕福源（1945年10月14日—2004年5月18日），黑龙江绥化人；吉林大学物理系毕业，高级工程师。1983年9月加入中国共产党，是第十六届中央委员会委员；曾任中华人民共和国商务部首任部长。

## 生平
1970年，自吉林大学物理系毕业后，吕福源被分配到吉林省梨树县郭家店镇房管所工作。在此期间，吕福源利用业余时间学习，并制定“三三三”计划，即利用三年的时间掌握三门技术（计算机技术、电视技术、无线电通讯技术），三门外语（英语、日语、俄语）。
1972年10月，吕福源调长春第一汽车制造厂红旗轿车分厂，从事劳动和技术工作，在总装车间担任一名冷气装配工人。工作中，吕福源发现，在援助朝鲜的红旗轿车中，汉语和英语两本说明书关于空调制冷原理的说明有根本性错误。在查阅了资料之后，他把修改说明书的报告交给了车间。这份报告，受到中国第一辆轿车设计者之一的史汝楫的重视。因此，吕福源进入了厂领导层的视野。1974年，29岁的吕福源参与引进了中国汽车行业第一台三座标测量机，并成功地组织开发了红旗轿车后桥齿轮计算程序，创造了第一个齿轮计算程序。
1981年，在顺利通过教育部的考试后，吕福源作为改革开放后第一批访问学者，赴加拿大蒙特利尔大学工学院进修。1983年学成后，他谢绝了导师的挽留，坚持回国。而后，中国驻加拿大大使馆党支部通过中华人民共和国高等教育部向一汽轿车厂中共党组织建议，发展吕福源加入中国共产党。
回国后，吕福源继续在长春第一汽车制造厂从事技术和管理工作，历任轿车分厂工程师、设计科副科长、轿车厂副厂长；1984年5月被一汽授予“总厂换型改造功臣”荣誉称号；同年，作为国庆35周年检阅车项目的负责人之一，受到中央军委的通令嘉奖；1985年5月，任一汽副厂长、兼总经济师，主要负责经营和对外经贸工作。由于工作需要，吕福源辗转奔波于欧洲和美国之间，进行了大量艰难的谈判工作，被一汽人尊称为“一汽的基辛格”。
1990年，吕福源调任北京；历任中国汽车工业总公司副总经理，机械工业部汽车工业司司长，机械工业部副部长；期间，参与了中国《汽车工业产业政策》的制定工作，并组织实施了许多重大的合资合作项目。1998年3月后，吕福源又先后出任了教育部的副部长和对外贸易经济合作部的副部长。2003年3月，第十届全国人民代表大会第一次会议通过了国务院机构改革方案，决定成立商务部。2003年3月17日，中华人民共和国国家主席胡锦涛发布第二号中华人民共和国主席令，根据中华人民共和国第十届全国人民代表大会第一次会议的决定，吕福源被任命为商务部部长
2003年9月初，吕福源被检查出罹患癌症；经手术和数次化疗后，病情仍无法得到控制。2004年2月29日，第十届全国人大常委会第七次会议通过议案，决定免去吕福源的商务部部长职务。5月18日10时35分，在北京逝世，享年59岁。

## 学者型部长
作为商务部的首任部长，吕福源有力地推动内外贸业务的相互融合。在北京工作期间，他经常泡在国家图书馆，查阅世界汽车业的最新资料。从长春第一汽车制造厂的一位普通工人走到了商务部部长的岗位；媒体曾把他和国家发改委主任马凯、财政部部长金人庆、中国人民银行行长周小川并列为“温家宝内阁”的“四大财经官员”。而吕福源的经历又颇具些传奇色彩。他是学机械的出身，却担任过机械工业部、教育部、外经贸部的领导职务，专业跨度之大也说明了他是善于驾驭事业的多面手。
在中国加入世贸组织的过程中，吕福源为中国汽车工业的发展提出了许多具有前瞻性的应对政策。当中华人民共和国加入世贸组织后，中国的汽车工业不仅成为了国民经济的支柱产业，而且经由健康稳步的发展，中国已成为世界第四大汽车生产国。

## 英年早逝
2003年10月，时任美国商业部部长埃文斯访问中国，在广州会见了总理温家宝和商务部副部长，而部长吕福源却没有出现；10月30日欧盟委员会贸易专员拉米访华时，中方出席的几乎都是正部级官员，惟独商务部派出的是副部长魏建国。作为商务部的掌舵人，吕福源已经多次在应该露面的场合缺席；他的境况也就引起了媒体的纷纷猜测。
事后据消息透露，2003年9月3日，吕福源在出访柬埔寨参加东盟“10+1”和“10+3”经济部长会议前，到上海检查身体时，就发现健康出了状况。当时，商务部刚成立，事情千头万绪；再加上中国加入世贸组织后，外贸争端日益增多，政治压力不断增大，吕福源没有同意立刻动手术的建议。9月8日他还依旧按计划飞往墨西哥坎昆参加世界贸易组织新一轮贸易谈判。这也是吕福源最后一次出现在公众的视野中。回国后，他就在上海动了手术，确诊是肝癌；医生说，顶多再维持3个月。手术后，吕福源回到北京继续化疗，先在301医院，后来转到协和医院。最终，还是没能挽救他的生命。
在吕福源病逝两年后，2006年3月15日，《吕福源与中国汽车事业》一书的首发式在人民大会堂台湾厅举行。该书首由原国务院副总理李岚清题写书名，原机械工业部部长何光远作序。在发行仪式上，时任国务院副总理的吴仪、曾培炎以及国务委员陈至立都或写信或打电话，来纪念吕福源对中国汽车工业的贡献。